# 22. Juli (Film)
22. Juli ist ein Spielfilm des britischen Filmregisseurs Paul Greengrass aus dem Jahr 2018. Im Mittelpunkt des Historienfilms steht der 22. Juli 2011 und die von Anders Behring Breivik verübten Anschläge in Norwegen 2011. Der Film feierte bei den Internationalen Filmfestspielen von Venedig 2018 Premiere.

## Handlung
Der Film rekonstruiert zum einen den Doppelanschlag des rechtsextremen Anders Behring Breivik. Zunächst lässt er in der Innenstadt von Oslo eine Bombe detonieren, um nur wenig später auf der Insel Utøya ein Massaker unter den dort anwesenden Jugendlichen anzurichten. Zum anderen rekonstruiert der Film die Gerichtsverhandlung. Neben Breivik selbst steht Viljar Hanssen im Mittelpunkt des Geschehens, ein Überlebender von Utøya. Aber auch Breiviks Strafverteidiger Lippestadt und die politischen Akteure um Ministerpräsident Stoltenberg werden im Film näher dargestellt.

## Hintergrundinformationen
Gedreht wurde der Film im Herbst 2017 zum Teil an Originalschauplätzen in Oslo und der damaligen Provinz Buskerud. In Norwegen wurde eine Petition gegen eine Drehgenehmigung auf Utøya ins Leben gerufen, die 20.000 Norweger unterstützen. Die Szenen, die im Film auf der Insel Utøya spielen, entstanden daher auf der Halbinsel Tröllaskagi auf Island. Seit dem 10. Oktober 2018 ist der Film beim Streamingdienst Netflix zu sehen.

## Abweichungen und Auslassungen zur historischen Deskription
Der Film beschreibt das Massaker vom 22. Juli 2011. Obwohl der Film sehr nahe an den historischen Tatsachen arbeitet, gab es einige wenige Auslassungen oder gar kreative Abweichungen zum tatsächlichen Geschehen.
Im Film wird ganz richtig beschrieben, dass Breivik aus fremden- und islamfeindlichen Motiven agierte. Eine haltlose Rechtfertigung des Terroristen für den Anschlag auf der Insel Utøya (es soll dabei genannt werden, dass die Aufnahmen auf einer ähnlich aussehenden Insel gedreht wurden) war, dass die Jugendorganisation der regierenden Arbeiterpartei dort ihr Sommercamp hatte. Nicht sonderlich deutlich gemacht wurde, dass Breivik auch den Premierminister auf der Insel ermorden wollte, der auf der Insel eine Rede hielt. Doch Breivik verspätete sich wegen Umbauten am Zugnetz und verpasste den Premierminister. Eine weitere abweichende Darstellung zur Realität betrifft die Dauer des Anschlags, was auch von der Überlebenden Emma Martinovic kritisiert wurde: „Der Film erklärt auch nicht, wie lange die Schießerei dauerte, und eine 72-minütige lebende Hölle wird fast eliminiert als 10 Minuten Panik“. Weiter führt Martinovic aus, dass einige weitere wichtige Szenen bei dem Anschlag auf der Insel fehlen. Unter anderem, dass 47 Jugendliche überlebten, indem sie das Schulgebäude verbarrikadierten, so dass Breivik nicht hereinkommen konnte. Oder dass einige es schafften, die Insel schwimmend zu verlassen.
Eine weitere Abweichung zur Realität ist der Tod des Sicherheitsbeamten bei der Explosion in Oslo. Es gab nie einen Sicherheitsbeamten, der zum Auto ging, um es zu kontrollieren. Tor-Inge Kristoffersen hatte Dienst an dem Tag und sagte bei den Gerichtsverhandlungen gegen Breivik aus. Das falsche Gerücht, dass ein Sicherheitsbeamter gestorben sei, wurde von der Onlinezeitschrift Nettavisen verbreitet. Bei den Gerichtsverhandlungen sagte auch kein Rechtsextremist (Breivik ausgenommen) aus. Und zur denkwürdigen Zeugenaussage des Überlebenden Viljar Hansen wurden in der Filmversion Sätze hinzugedichtet, beispielsweise machte der echte Viljar Hansen keine Witze über seine Augenverletzung vor Gericht.
Im Film wird Breivik zu einer unbefristeten Freiheitsstrafe verurteilt. Tatsächlich bekam er die norwegische Höchststrafe (21 Jahre Haft, lediglich bei Kriegsverbrechen und Genozid ist eine längere Strafe möglich). Sollte er jedoch nach den 21 Jahren Haft immer noch eine Gefahr für die Gesellschaft darstellen, kann er danach weiterhin in Haft bleiben.